# L'antro dei filosofi
L'antro dei filosofi (1942) è un romanzo di Giorgio Scerbanenco. È il quarto romanzo del ciclo di Arthur Jelling, il singolare funzionario della polizia di Boston creato da Scerbanenco.

## Trama
Arthur Jelling, il meticoloso funzionario della polizia di Boston, viene chiamato a indagare su un caso di omicidio che coinvolge un noto filosofo della città. Il corpo del professore viene ritrovato nel suo studio, soprannominato "l'antro dei filosofi", circondato da antichi manoscritti e simboli misteriosi. Jelling deve districarsi tra le teorie filosofiche e i segreti personali del defunto per scoprire la verità.

## Edizioni
- L'antro dei filosofi, in Supergiallo n.10, Milano, Arnoldo Mondadori Editore, 1942. - Collana Gialli Italiani Mondadori n.11, 1978.
- L'antro dei filosofi, Prefazione di Cecilia Scerbanenco, Collana Oceani, Milano, La nave di Teseo, 2022, ISBN 978-88-346-0730-5.